# Regiment rajtarski Hieronima Augustyna Lubomirskiego

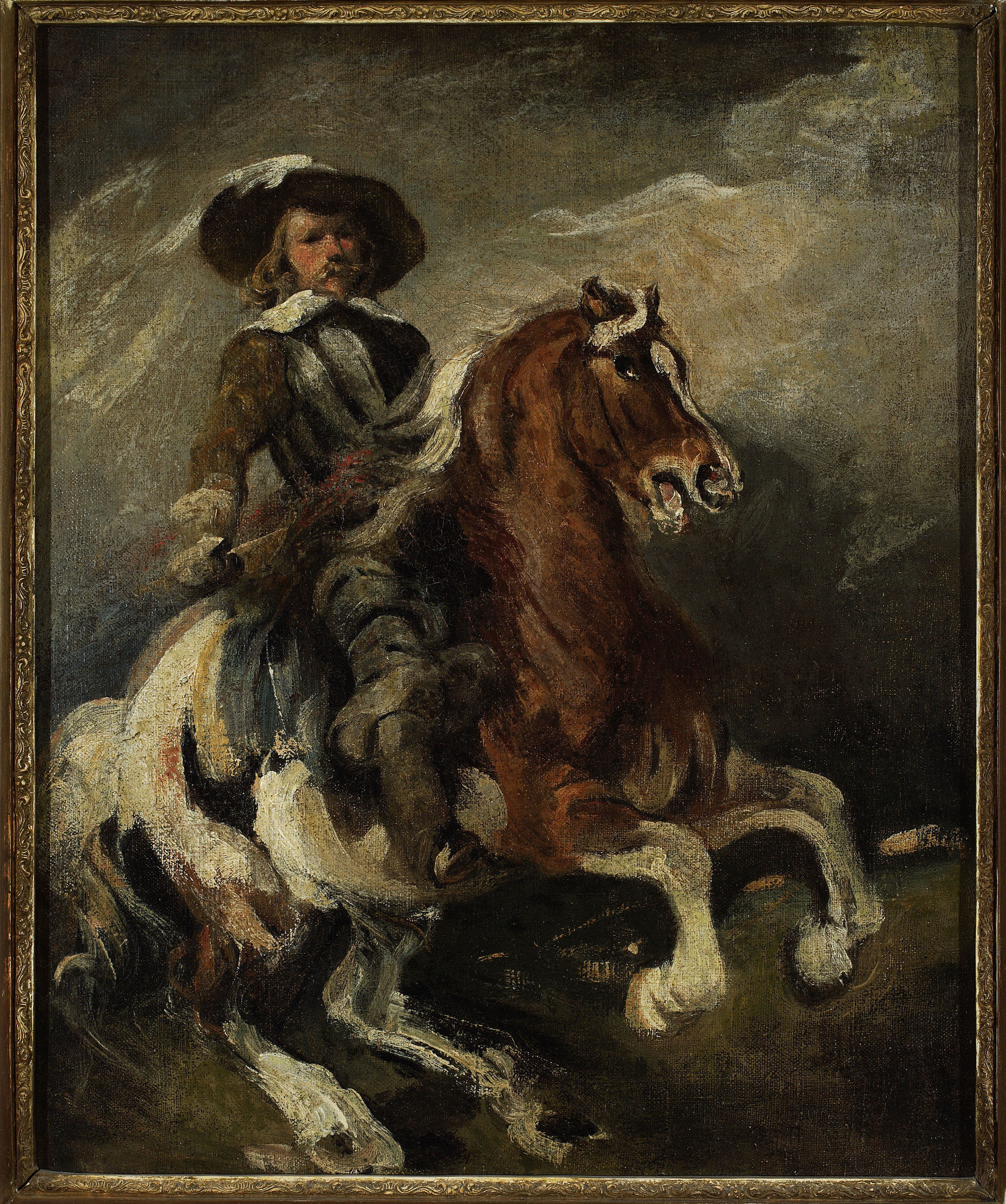
Rajtar (mal. Piotr Michałowski)

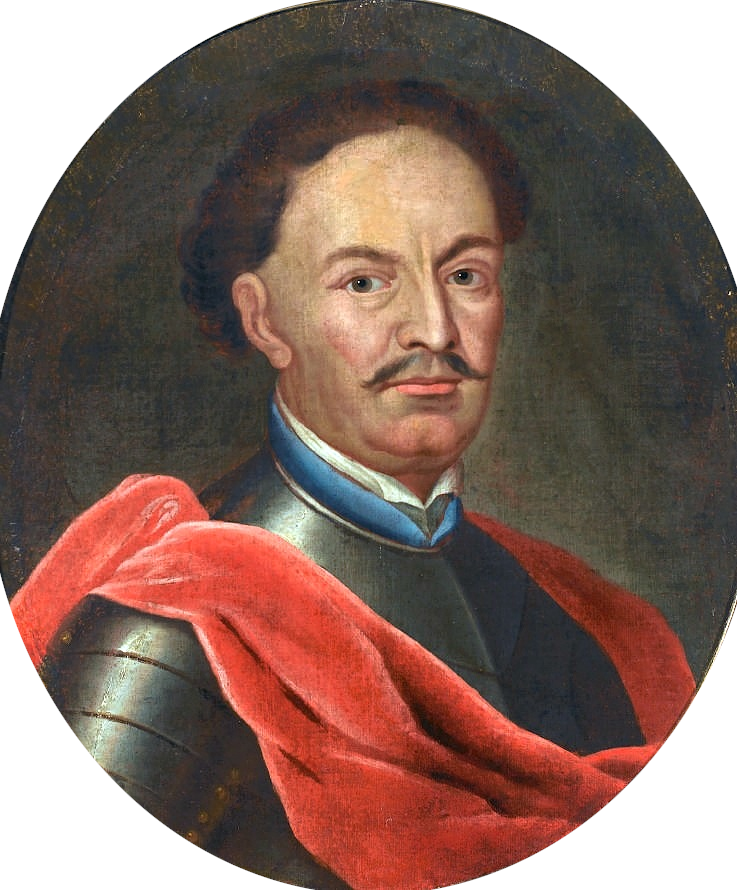
Hieronim Augustyn Lubomirski

Regiment rajtarski Hieronima Augustyna Lubomirskiego – regiment rajtarii II połowy XVII wieku, szefostwa marszałka nadwornego koronnego Hieronima Lubomirskiego, pod faktycznym dowództwem pułkownika Jana Butlera.
Zgodnie z umową podpisaną 1 lutego 1683 regiment wchodził w skład korpusu posiłkowego Hieronima Lubomirskiego na żołdzie cesarza Leopolda I Habsburga.
Chętnych do zaciągu nie brakowało, ponieważ werbownicy Lubomirskiego oferowali korzystne warunki, zarówno żołd wyższy niż w Rzeczypospolitej jak i zaliczki.
Regimenty rajtarskie i dragońskie były wówczas tworzone według etatu austriackiego, identycznego dla kirasjerów i dragonów. Etat obejmował 11-osobowy sztab oraz 10 kompanii po 80 żołnierzy, razem 811 osób.
Regiment wziął udział w wojnie polsko-tureckiej 1683-1699.
Oba regimenty rajtarskie a także chorągwie pancerne zostały zwinięte i wróciły razem z samym Lubomirskim do kraju jesienią 1685.